# Løvekvinnen
Løvekvinnen (Brasil: A Leoa ) é um filme norueguês do género drama, realizado e escrito por Vibeke Idsøe, com base no romance homónimo de Erik Fosnes Hansen. Foi protagonizado por Ida Ursin-Holm, Mathilde Thomine Storm, Aurora Lindseth-Løkka, Rolf Lassgård e Kjersti Tveterås. Estreou-se na Noruega a 26 de agosto de 2016, e no Brasil foi lançado em DVD a 27 de julho de 2017.

## Elenco
- Ida Ursin-Holm como Eva Arctander (vinte e três anos)
- Mathilde Thomine Storm como Eva Arctander (catorze anos)
- Aurora Lindseth-Løkka como Eva Arctander (sete anos)
- Rolf Lassgård como Gustav Arctander
- Rolf Kristian Larsen como Sparky
- Kjersti Tveterås como Hannah
- Kåre Conradi como Jahnn
- Lisa Loven Kongsli como Ruth
- Ken Duken como Andrej
- Nils Jørgen Kaalstad como Knudzon
- Jan Gunnar Røise como Parson
- Lars Knutzon como professor Stroem